# Satta cannibalorum
Genre
Espèce
Satta cannibalorum, unique représentant du genre Satta, est une espèce d'araignées aranéomorphes de la famille des Lycosidae.

## Distribution
Cette espèce est endémique de la province des Hautes-Terres orientales en Papouasie-Nouvelle-Guinée,.

## Publication originale
- Lehtinen & Hippa, 1979 : Spiders of the Oriental-Australian region I. Lycosidae: Venoniinae and Zoicinae. Annales Zoologici Fennici, vol. 16, p. 1-22 (texte intégral).